# Clannad
Clannad je irská hudební skupina, jejíž tvorba je inspirovaná keltskými motivy. Hudebně se řadí k folk music a new age s příměsí rocku.
Založili ji roku 1970 členové rodiny Ó Braonáinovců (anglicky Brennanovců), do které patří i známá zpěvačka Enya (irsky Eithne Ní Bhraonáin) a Moya Brennan (irsky Máire Ní Bhraonáin).
Skupina začínala jako folková kapela, využívala ve své tvorbě keltské motivy a lidové nástroje. Enya s Clannadem spolupracovala na třech albech.

## Diskografie

### Studiová alba
- 1973 Clannad
- 1974 Clannad 2
- 1976 Dúlamán
- 1980 Crann Ull
- 1982 Fuaim
- 1983 Magical Ring
- 1984 Legend - soundtrack
- 1985 Macalla
- 1987 Sirius
- 1988 Atlantic Realm - soundtrack
- 1989 The Angel and the Soldier Boy - soundtrack
- 1990 Anam
- 1993 Banba
- 1995 Lore
- 1997 Landmarks
- 2013 Nádúr

### Koncertní alba
- 1978 Clannad in Concert
- 1979 Ring of Gold
- 2005 Clannad (Live In Concert, 1996)

### Výběrová alba
- 1989 Pastpresent
- 1995 Themes
- 1997 Rogha: The Best of Clannad
- 1998 An Diolaim
- 2003 The Best of Clannad:In A Lifetime